# Rawnsley
Rawnsley – osada w Anglii, w hrabstwie Staffordshire, w dystrykcie Cannock Chase. Leży 5 km od miasta Cannock. W 2018 miejscowość liczyła 4795 mieszkańców.